# Мацестинская чайная фабрика
Мацестинская чайная фабрика — российское предприятие чайной промышленности, расположенное в селе Измайловка Сочинского района и являющееся официальным производителем чая торговых марок «Мацеста чай» и «Краснодарский чай с 1947 года». Чайные плантации находятся в Мацестинской долине города Сочи Краснодарского края среди горных массивов Кавказского хребта.

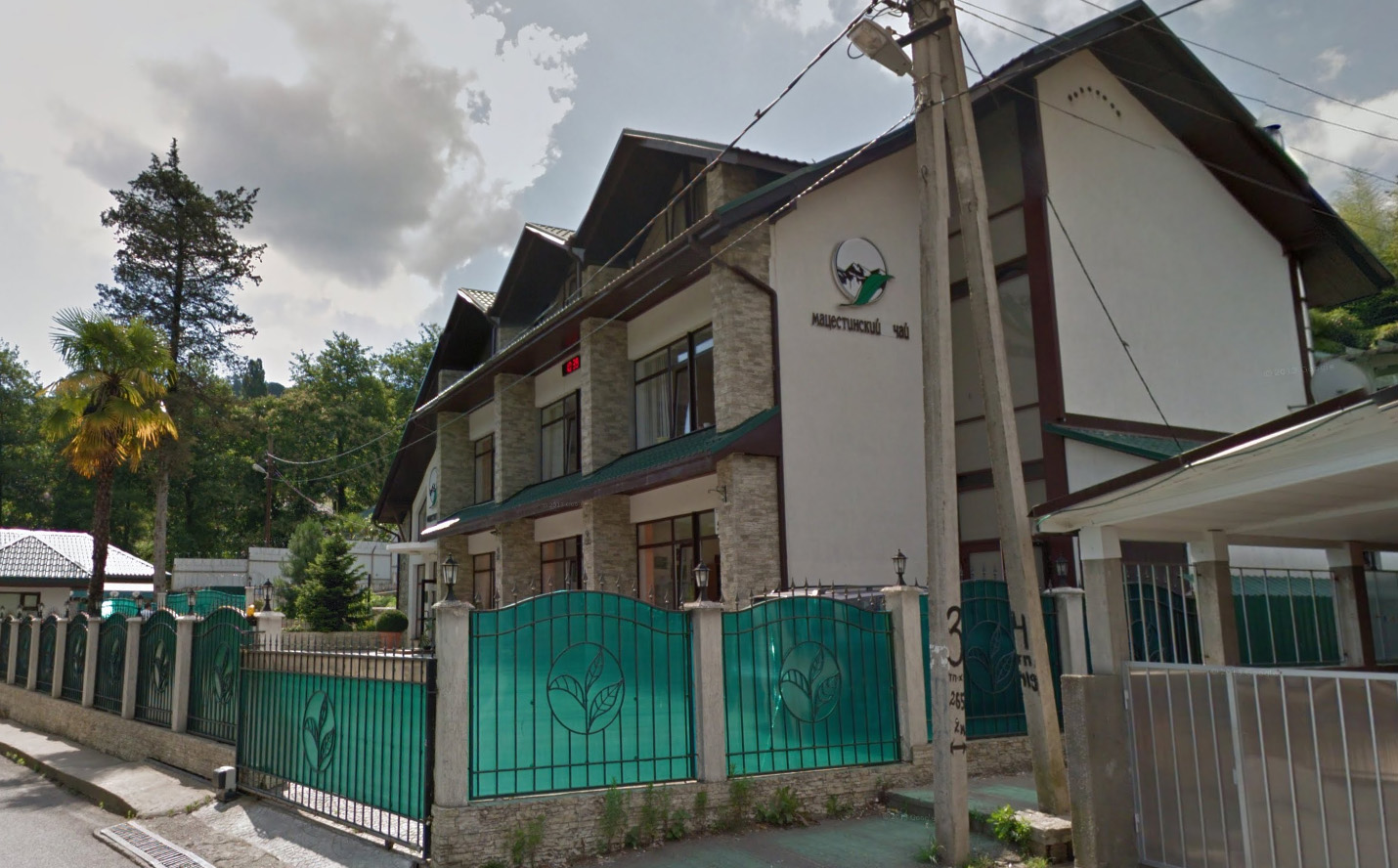
Мацестинский чай: Главный офис

Публичное акционерное общество «Мацестинский чай» имеет в своем распоряжении чайные плантации, возвышающиеся на 400 метров над уровнем моря и достигающие размера в 180 гектаров.
Оно ориентируется на экологически чистое производство чая. Чайные плантации предприятия располагаются в Мацестинской долине Сочи. Благодаря прохладному климату предгорной территории Кавказа, чайные листья обладают повышенным содержанием танина.

## История
В сочинском Причерноморье начали культивировать чай ещё с 1935 года. Именно тогда были организованы первые в этих местах колхозы. Началом истории Мацестинского чайного предприятия можно считать 1947 год, тогда на территории колхозного хозяйства «Знамя советов» инициаторы основали «Верхне-мацестинский совхоз», где начали осваивать культуру выращивания и обработки чая.
С 1951 по 1953 на подготовленных плантациях культивировали китайские чайные сорта «Ки-мынь»[уточнить], позже их заменили грузинским «Колхида» и морозостойким «Мацестинским», который был выведен сочинскими специалистами по селекции. Чистый и прохладный воздух в горах при довольно мягкой зиме позволили отказаться от применения пестицидов и неорганических удобрений. Чайные культуры выдерживали мороз до −17 градусов, а вредители не выживали в таких условиях. Мацестинский чай приобрёл известность как наиболее северный из всех культивируемых в промышленных масштабах сортов.
В 1972 году Мацестинский совхоз вошёл в объединённое чайное совхозное производство «Краснодарский чай». Туда вошли также Солохаульский, Дагомысский и Адлерский совхозы. С началом перестройки, «Мацестинский совхоз чайного производства им. Ленина» подвергся реорганизации и в 1992 году был преобразован в ОАО «Мацестинский чай». Во время кризиса, вплоть до 2006 года, Мацестинская фабрика пребывала в разрушенном состоянии.
В период с 2006 по 2010 год предприятие подверглось коренной модернизации.
13 сентября 2018 г. ГК «Мацеста чай» заявила о прекращении работы предприятия. Ранее ФАС обвинил компанию в том, что под маркой «Краснодарский чай» реализовывалась чайная продукции из-за пределов РФ. В 2019 г. процедура банкротства в отношении компании была прекращена, предприятие возобновило работу.

## Достижения
- ОАО «Мацестинская чайная фабрика» было удостоено золотой медали за высокое качество продукции в 2016 году на выставке SIAL China в Шанхае.[6][7].
- 18 октября 2016 года Мацестинская чайная фабрика на международной выставке в Париже SIAL Paris получила две золотые медали за классические чёрный и зелёный чай «Премиум»[8][9].

## Критика
В 2019 г., при проверке качества органических продуктов, организация «Роскачество» проверила «Чай чёрный классический „премиум“ (ручной сбор) „Мацеста“», на котором стоял европейский знак сертифицированной органической продукции («Евролист»), выданный Институтом этической и экологической сертификации Италии (ICEA). Наличие такого знака подразумевает, что при выращивании чая не должны были использоваться пестициды, однако в чае «Мацеста» было обнаружено 4 пестицида класса неоникотиноидов: ацетамиприд, тиаклоприд, тиаметоксам и клотианидин. К тому же выяснилось, что срок действия сертификата, выданного ICEA, закончился ещё в 2012 году. ICEA заявил, что намерен судиться с производителем из-за незаконного использования знака.